# Éric Yung
Pour les articles homonymes, voir Yung.
Éric Yung est un ancien inspecteur de police reconverti dans le journalisme, né Jean-Bernard Vincent le 30 mars 1948 à Abbeville et mort le 20 octobre 2024 à Blois. 
Inspecteur de l'anti-gang jusqu'en 1978, il se tourne à partir de 1980 vers le journalisme de presse écrite, devient en 1983 producteur délégué à France Inter et travaille pour plusieurs radios publiques. Devenu écrivain, il est l'auteur de plusieurs romans, nouvelles, documents, etc.

## Biographie

### Naissance et jeunesse
Éric Yung, nom de plume de Jean-Bernard Vincent, naît le 30 mars 1948 à Abbeville dans une famille communiste picarde. Son père, ancien FTP, communiste, est cheminot et sa mère est commerçante. Il est en partie élevé par ses grands-parents maternels dont il reprendra le nom, Yung, lorsqu'il adoptera un pseudonyme.  

### Policier
Marié à l'âge 17 ans, étudiant en lettres et en droit, Éric Yung devenu père de famille doit trouver un travail et passe les concours administratifs : il réussit le concours de la police qu'il intègre en 1969. D'abord gardien de la paix parisien, puis affecté en 1975 après un concours interne, inspecteur à la deuxième brigade territoriale de Paris[réf. souhaitée] avant d'être nommé à la Brigade de recherche et d'intervention (BRI) de la Préfecture de police de Paris jusqu'en 1978, l'« anti-gang ».
Dans ses fonctions à l'anti-gang, il participe à la surveillance liée aux menaces pesant sur Jean de Broglie, qui sera assassiné en décembre 1976 sans que la police intervienne,. Alors que les responsables de l'anti-gang auraient veillé à faire disparaître les traces de cette surveillance, Yung manifeste son désaccord et est exclu de la BRI, puis de la Police nationale. Il affirme avoir été dans ce contexte la cible de l'attentat au domicile d'Yves Mourousi où tous les deux furent blessés le 31 août 1978.
Il quitte la police en 1978, après avoir été accusé d'attaque à main armée et fait cinq mois de prison. Un montage, selon lui, après un grave différend avec sa hiérarchie.

### Journaliste et homme de radio
Éric Yung entre, en 1980, au Quotidien de Paris, journal appartenant à Philippe Tesson. Il participe ensuite au lancement des Nouvelles littéraires, un titre racheté par l'ancien éditeur Jean-Pierre Ramsay ; il y devient grand reporter.
C'est à cette époque (1983) qu'il entre à la direction des programmes de France Inter comme producteur-délégué. À l'arrêt des Nouvelles, il entre au Matin de Paris comme chef d'édition. Il devient par la suite grand reporter à l'hebdomadaire VSD.
Il est ensuite billettiste pour le journal Le Petit Solognot, hebdomadaire gratuit appartenant au groupe Ramsay.
Comme rédacteur en chef à Radio France et chroniqueur littéraire sur France Bleu Île-de-France, il a produit et présenté de nombreuses émissions radiophoniques (Dossier X... en cavale, Macadam Regard, Pêcheurs d'histoires, Café Crime, Hors la loi, Fait Divers, Philanthropolar, etc.)[réf. souhaitée] sur France Inter dont il était devenu l'une des grandes voix.
Il participe à de nombreuses prestations et débats télévisés sur TF1, France 2, France 3, LCI, Arte, etc., entre autres sur Paris Première, où il est chroniqueur littéraire durant deux années dans l'émission de Michel Field, Field dans ta chambre.

### Écrivain et retraité
Éric Yung s'installe pour sa retraite dans le Loir-et-Cher et écrit des romans.
Éric Yung a organisé et mis en scène, en tant que commissaire, l'exposition « La science mène l'enquête » au Palais de la découverte à Paris. Cette exposition a accueilli près d'un million de visiteurs. Il organise en 2013, en tant que commissaire scientifique et en collaboration avec Estelle Gaudry, commissaire de l'exposition et scénographe, l'exposition « Landru - 6h10 - Temps clair (Les pièces du dossier) » au Musée des lettres et manuscrits à Paris.
Père de cinq enfants, issus de quatre mariages, Eric Yung meurt le 20 octobre 2024.

## Décoration
- 2013 : chevalier de l'ordre des Arts et des Lettres[11]

## Publications
- La Tentation de l'ombre, Paris, Le Cherche midi, repris dans la collection Folio puis Éditions De Borée (3e rééd.) — récit romancé et en partie autobiographique
- Le diable est un assassin, éditions Plasma
- Du cambriolage considéré comme l'un des beaux arts, Paris, Le Cherche midi
- Un silence coupable, roman, Paris, Le Cherche midi
- Les Nouvelles Archives de l'étrange, nouvelles, Paris, Le Cherche midi
- Mon ami le bourreau, roman, éditions Biro
- Landru - 6h10 - Temps clair (Les pièces du dossier), Paris, coédition Télémaque - Musée des lettres et manuscrits, 2013  (ISBN 978-2-7533-0185-6)
- Escroqueries légendaires et autres histoires de la délinquance astucieuses, Le Cherche midi, 2016
- L'Assassin et son bourreau, roman, Éditions De Borée, 2017
- Les Archives de l'insolite, courtes histoires ou nouvelles, éditions Marivolle Ramsay, 2018
- Charles Manson et l'assassinat de Sharon Tate, Éditions de l'Archipel, 2019
- Five Points, Éditions De Borée, coll. « Marge Noire », 2022

### Ouvrages collectifs
- Chambre noire (nouvelle), in Mon sexe, Éditions Baleine
- Mémoires de flic (nouvelle) in Nouvelles de mai 68, Éditions du Caïman

### En collaboration
- Marc Blondel, Rebelle, biographie (co-écriture), Le Cherche midi